# District centre
Le district centre est un des six districts israéliens. En 2009 la population se compose de 88,0 % de Juifs, 8,0 % de musulmans, et 4,0 % de « populations non-classifiées » (majoritairement des immigrants juifs de l'ex-URSS). Sa capitale est Ramla.

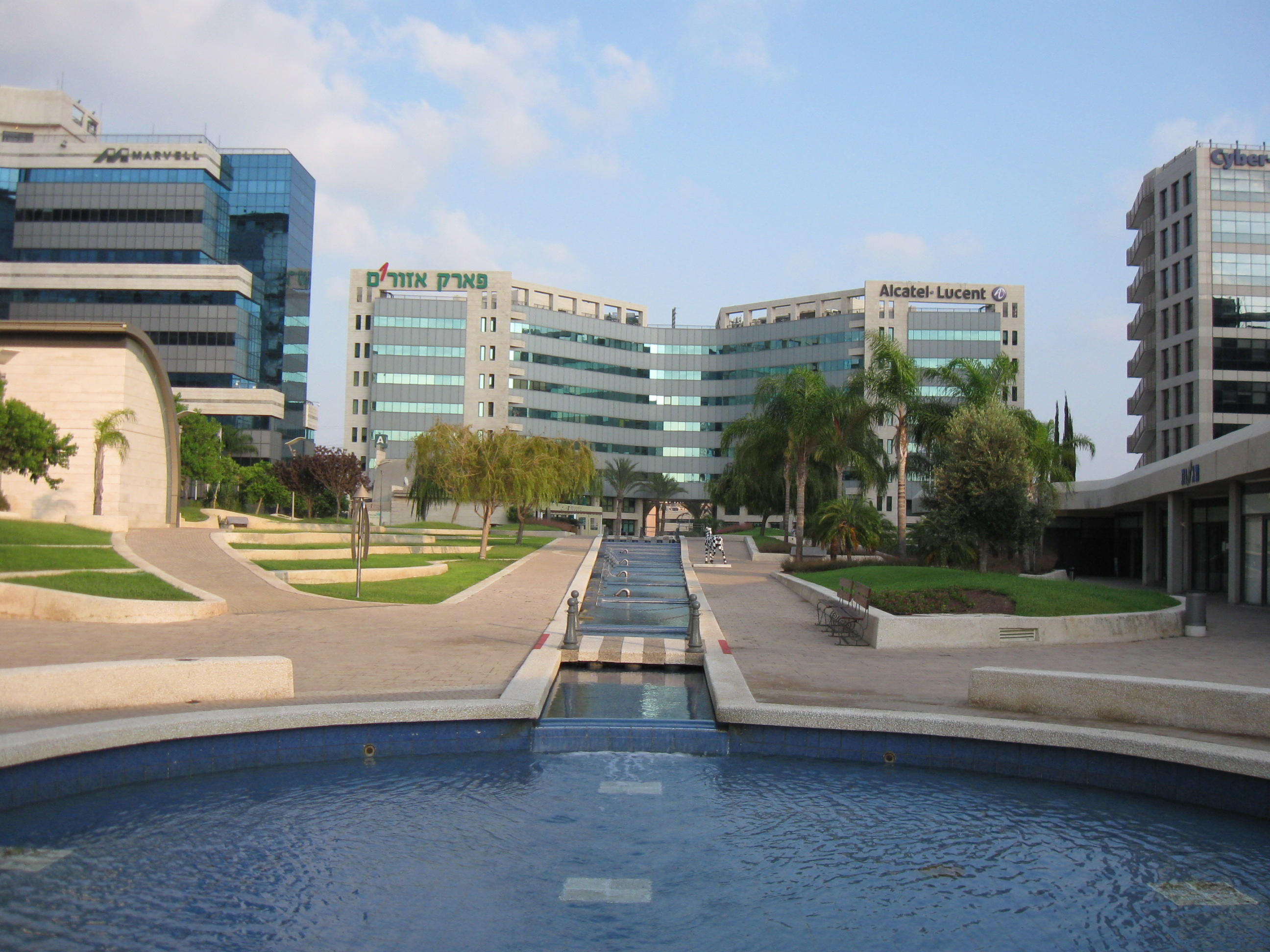
Petah Tikva, district central

## Subdivisions
| Sous-districts | Villes | Conseil local | Conseil régional                                                                                          |
| -------------- | --- | --- | --- |
| Sharon         | - Kfar Yona - Netanya נתניה - Qalansawe קלנסווה - Tayibe טייבה - Tira טירה (Al-Tira en arabe)                                               | - Elyakhin - Even Yehouda - Pardesiya - Tel Mond - Zemer - Zoran-Qadima                                             | - Hof HaSharon (partiellement) - Emeq Hefer - Lev HaSharon                                                |
| Petah Tikwa    | - Hod Hasharon הוד השרון - Kfar Saba כפר סבא - Petah Tikva פתח תקווה - Ra'annana רעננה - Rosh HaAyin ראש העין - Yehud-Monosson יהוד-מונוסון | - El'ad - Ganei Tiqva - Giv'at Shmuel - Jaljulye - Kafar Bara - Kafar Qasem - Kokhav Yaïr - Ramot HaShavim - Savyon | - Drom HaSharon - Hevel Modi'in (partiellement)                                                           |
| Ramla          | - Lod לוד (Al-Ludd en arabe, Lydda en grec) - Modi'in-Maccabim-Re'ut מודיעין-מכבים-רעות - Ramlah רמלה (Ramleh en arabe)                     | - Beer Ya'aqov - Beit Dagan                                                                                         | - Emeq Lod - Gezer (partiellement) - Hevel Modi'in (partiellement)                                        |
| Rehovot        | - Ness Ziona נס ציונה - Rehovot רחובות - Rishon LeZion ראשון לציון - Yavne יבנה                                                             | - Bnei Ayish - Gan Yavné - Guedera - Mazkeret Batya - Kiryat Ekron                                                  | - Brenner - Gan Raveh - Gederot - Gezer (partiellement) - Nahal Soreq - Région de Jabneel (partiellement) |

## Anciennes municipalités
- Kadima (a fusionné avec Tzoran pour former Tzoran-Kadima)
- Maccabim-Re'ut (a fusionné avec Modi'in pour former Modi'in-Maccabim-Re'ut)
- Modi'in (a fusionné avec Maccabim-Re'ut pour former Modi'in-Maccabim-Re'ut)
- Neve Monosson (a fusionné avec Yehud a été déclarée ville autonome au sein de Yehud-Monosson)
- Tzoran (a fusionné avec Kadima pour former Tzoran-Kadima)
- Yehud (a fusionné avec Neve Monosson pour former Yehud-Monosson)